# Adâncata (Ialomița megye)
Adâncata község és falu Ialomița megyében, Munténiában, Romániában. A hozzá tartozó település: Patru Frați. 

## Fekvése
A megye északnyugati részén található, a megyeszékhelytől, Sloboziatól, nyolcvanöt kilométerre nyugatra, a Prahova és a Cricovul Sărat folyók találkozásánál valamint a Prahova és a Ialomița folyók torkolatának közelében.

## Története
A 19. század végén a község Prahova megye Câmpul járásához tartozott és csupán Adâncata településből állt, 1575 lakossal. A község tulajdonában volt egy 1872-ben alapított iskola és egy templom. Patru Frați falu ekkoriban Moldoveni községhez tartozott, Câmpul járásban. Ennek a falunak is volt egy iskolája valamint egy temploma.
1925-ös évkönyv szerint a község Prahova megye Drăgănești járásához tartozott, 1815 lakossal. 
1950-ben közigazgatási átszervezés alapján, a községet az Urziceni rajonhoz csatolták, a Bukaresti régión belül. 
1968-ban ismét megyerendszert vezettek be az országban, Adâncata és Moldoveni községek Ilfov megye részei lettek. Később Moldoveni községet megszüntették, Patru Frați falut pedig Adâncata irányítása alá helyezték.
1981-ben Ialomița megyéhez csatolták.

## Lakossága
| Nemzetiségek | 2002 | 2002   |
| ------------ | ---- | ------ |
| Románok      | 3115 | 100,0% |
| Összesen     | 3115 | 100,0% |